# Eliteserien 2016-2017 (calcio a 5)
La Eliteserien 2016-2017 è stato il 9º campionato ufficiale norvegese di calcio a 5. La vittoria finale è andata al Sjarmtrollan, che ha chiuso l'annata davanti al Vesterålen ed al Sandefjord. Grorud e Krohnsminde sono invece retrocesse.

## Classifica
|  | Pos. | Squadra        | Pt | G  | V  | N | P  | GF | GS  | DR  |
|  | ---- | -------------- | -- | -- | -- | - | -- | -- | --- | --- |
|  | 1.   | Sjarmtrollan   | 46 | 18 | 15 | 1 | 2  | 89 | 33  | +56 |
|  | 2.   | Vesterålen     | 35 | 18 | 11 | 2 | 5  | 98 | 63  | +35 |
|  | 3.   | Sandefjord     | 32 | 18 | 9  | 5 | 4  | 58 | 37  | +21 |
|  | 4.   | Nordpolen      | 32 | 18 | 10 | 2 | 6  | 69 | 60  | +9  |
|  | 5.   | KFUM Oslo      | 31 | 18 | 9  | 4 | 5  | 54 | 45  | +9  |
|  | 6.   | Vadmyra        | 28 | 18 | 8  | 4 | 6  | 58 | 54  | +4  |
|  | 7.   | Vegakameratene | 21 | 18 | 6  | 3 | 9  | 49 | 48  | +1  |
|  | 8.   | Hulløy         | 19 | 18 | 6  | 1 | 11 | 56 | 68  | -12 |
|  | 9.   | Grorud         | 10 | 18 | 3  | 1 | 14 | 66 | 117 | -51 |
|  | 10.  | Krohnsminde    | 4  | 18 | 1  | 1 | 16 | 48 | 120 | -72 |